# Плотность теплового потока
Пло́тность теплово́го пото́ка (плотность потока тепла; иногда добавляется: поверхностная) — физическая величина, характеризующая интенсивность теплообмена и равная количеству тепловой энергии, проходящему в единицу времени через единицу площади: 
{\displaystyle {\vec {q}}={\frac {d^{2}Q}{dt\,dS}}\,{\vec {e}}_{Q}},
где 
{\displaystyle {\vec {e}}_{Q}} — единичный вектор в направлении переноса энергии.
В системе СИ измеряется в Дж/(м2с) или, что то же самое, в Вт/м2. Обозначается буквой {\displaystyle {\vec {q}}} либо буквой {\displaystyle {\vec {\phi }}}.
Является частным случаем вектора плотности потока энергии в ситуации, когда речь идёт именно о тепловой энергии, а не, допустим, об электромагнитной.
Согласно закону теплопроводности Фурье, в установившемся режиме плотность потока энергии пропорциональна градиенту температуры:
{\displaystyle {\vec {q}}=-\lambda \mathop {\mathrm {grad} } T}.
Здесь {\displaystyle \lambda } — коэффициент теплопроводности (Вт/(м{\displaystyle \cdot }К)), {\displaystyle T} — температура. Вектор {\displaystyle {\vec {q}}} направлен противоположно вектору {\displaystyle \mathop {\textrm {grad}} T}, то есть в сторону наиболее сильного убывания температуры. 
Если проинтегрировать величину {\displaystyle {\vec {q}}} по некоторой поверхности, получится тепловой поток (Дж/с, или Вт):
{\displaystyle \Phi _{Q}={\frac {dQ}{dt}}=\int _{S}{\vec {q}}\cdot d{\vec {S}}},
это стандартная связь потока и его плотности в математике и физике (ср., напр., пару плотность электрического тока и ток). Как правило, в качестве объекта интегрирования выбирают изотермическую поверхность.
В большом числе практических задач рассматривается одномерная система, где все изменения происходят вдоль одного направления, допустим {\displaystyle x}. В таком случае можно пренебречь векторным характером плотности потока {\displaystyle {\vec {q}}} и перезаписать соотношения проще:
{\displaystyle q=-\kappa \,{\frac {dT}{dx}},\qquad {\frac {dQ}{dt}}=qS}.
При пользовании такой формулой для вычислений необходимо располагать значением {\displaystyle \kappa } для соответствующего материала (см. таблицу).
Иногда в литературе допускается синонимизация понятий «плотность теплового потока» и «тепловой поток». При наличии минимального контекста это не влечёт недоразумений, но является терминологической неточностью. 
Также иногда вводят объёмную ({\displaystyle q_{v}}, Вт/м3) и линейную ({\displaystyle q_{l}}, Вт/м) плотности теплового потока. Физический смысл этих величин иной, нежели у {\displaystyle q}, и названия отражают его не самым удачным образом. Величина {\displaystyle q_{v}} обозначает объёмную плотность генерации/поглощения тепла, а {\displaystyle q_{l}} — погонное изменение теплового потока {\displaystyle d\Phi _{Q}/dx} (при этом, например, для трубы с тепло-/хладо- носителем диаметром {\displaystyle D} действует соотношение {\displaystyle q_{l}=q\cdot \pi D}). 